# الکساندرا چیک
الکساندرا چِـیِک (لهستانی: Aleksandra Ciejek؛ زادهٔ ۱۹۷۲) بازیگر و مجری اهل لهستان است.
از فیلم‌ها یا مجموعه‌های تلویزیونی که وی در آن‌ها نقش داشته‌است، می‌توان به تاج پادشاهان، تشخیص، پدر متیو، خانه کشیش، در خوشی و سختی، در خیابان سپولنی، حوزه استحفاظی ۱۳ و طایفه اشاره نمود.